# Franz Mußner
Franz Mußner (* 31. Januar 1916 in Edelham, Gemeinde Feichten an der Alz; † 3. März 2016 in Passau) war ein deutscher römisch-katholischer Geistlicher und Theologe. Er war Professor für Neues Testament an der Theologischen Fakultät Trier und der Universität Regensburg. Mußner galt als einer der Bahnbrecher der modernen römisch-katholischen Bibelwissenschaft und der jüdisch-christlichen Verständigung. Für das Werk Traktat über die Juden, das in sechs Weltsprachen übersetzt wurde, und für seinen Einsatz um die Aussöhnung von Juden und Christen wurde er 1985 mit der Buber-Rosenzweig-Medaille geehrt.

## Leben
Franz Mußner besuchte von 1922 bis 1927 die Volksschule im nahe gelegenen Feichten. Auf dem Gymnasium war er für ein Jahr bei den Benediktinern von Niederaltaich (St.-Gotthard-Gymnasium) und dann bis zum Abitur (1936) am Humanistischen Gymnasium Passau. Nach einem halben Jahr Arbeitsdienst studierte er Philosophie und Theologie in Passau, Eichstätt und Würzburg, bis der Zweite Weltkrieg das Studium unterbrach. Mußner war von Herbst 1939 an Soldat an der Ostfront. Ab dem Herbst 1944 wurden Theologiestudierende als „wehrunwürdig“ aus dem Militärdienst entlassen. Am 2. April 1945 (Ostermontag) wurde Franz Mußner in Passau zum Priester geweiht. In seinem Heimatbistum wirkte er in den Pfarreien Neuötting und Tittling als Kaplan.
Zum Sommersemester 1947 wurde Mußner von seinem Heimatbischof Simon Konrad Landersdorfer zum Weiterstudium beurlaubt. Er studierte in München Exegese des Neuen Testaments, zunächst bei Friedrich Wilhelm Maier und dann bei dessen Nachfolger Josef Schmid. Franz Mußner schloss das Lizenziat in Bibelwissenschaften in Rom am Päpstlichen Bibelinstitut ab, wo auch der spätere Kardinal Augustin Bea zu seinen Lehrern zählte. Im Sommersemester 1950 wurde er durch die Theologische Fakultät der Universität München zum Doktor der Theologie promoviert. Der Titel der Dissertation lautete: ZΩH. Die Anschauung vom „Leben“ im vierten Evangelium unter Berücksichtigung der Johannesbriefe (1952).
Mit der Habilitation im Sommersemester 1952 wurde Mußner Privatdozent an der Theologischen Fakultät der Universität München. Die Habilitationsschrift erörterte das Thema Christus, das All und die Kirche. Studien zur Theologie des Epheserbriefes (1955). Er setzt sich darin vor allem kritisch mit dem Entmythologisierungsprogramm Rudolf Bultmanns auseinander. Zum Wintersemester 1952/53 erhielt Mußner einen Ruf auf den Lehrstuhl für Neues Testament an die Theologische Fakultät Trier. Er gestaltete die Diskussion über das Verhältnis des „historischen Jesus“ zum „Christus des Glaubens“ maßgeblich mit. Mußner war lange Jahre Theologieprofessor in Trier und prägte mehrere Jahrgänge von Theologiestudierenden in der Zeit vor und während des Zweiten Vatikanischen Konzils. Es beschäftigte ihn auch intensiv die Frage nach der Hermeneutik, nach der verstehenden Aneignung eines Textes, speziell des biblischen Textes. Daran anschließend befasste er sich mit der modernen Sprach- und Literaturwissenschaft und dem Strukturalismus. Noch in der Trierer Zeit entstand Mußners Kommentar zum Jakobusbrief (1964).
Im Sommersemester 1965 nahm Franz Mußner einen Ruf an die Philosophisch-theologische Hochschule Regensburg an und im Sommersemester 1967 an die Katholisch-Theologische Fakultät der neu errichteten Universität Regensburg. Mußner wurde somit zu einem Mitglied der Gründergeneration dieser Universität in einer nicht nur hochschulpolitisch turbulenten Zeit. Er arbeitete an seinem Kommentar zum Galaterbrief, der 1974 erschien und 1988 seine fünfte Auflage erfuhr (1974). 1976/1977 lehrte er zudem im Theologischen Studienjahr Jerusalem. 1981 wurde Mußner emeritiert.

## Wirken
Im Laufe seiner Studien kam Mußner zur „Entdeckung des Judentums“ als „Wurzel“. Im Blick auf die Verbrechen der Shoa und auf die Einsichten der Katholischen Kirche, die im Dekret Nostra Aetate (Nr. 4) des Zweiten Vatikanischen Konzils ein neues Verhältnis der Kirche zum Judentum eröffnete, begann bei Mußner ein Lernprozess, der vor allem in seinem wichtigen Werk Traktat über die Juden (1979) wesentliche Ergebnisse hervorbrachte. Mit zwei weiteren Büchern zu diesem Thema (Die Kraft der Wurzel. Judentum – Jesus – Kirche. 1987; Dieses Geschlecht wird nicht vergehen. Judentum und Kirche. 1991) sprach Mußner von einer „Trilogie“, die sein zentrales Anliegen umschreibt, das er in zahlreichen Artikeln untermauerte: Das Judentum bildet die Wurzel des Christentums, es ist der edle Ölbaum, auf den die Heiden, die Christen werden, als wilde Schösslinge aufgepfropft wurden (Paulus im Römerbrief, Kapitel 9 – 11). Der Bund Gottes mit dem Volk der Juden ist von Gott nie gekündigt worden. Die einst an das Volk Israel ergangenen Verheißungen sind nicht ausgelöscht und den Juden nicht genommen; am Ende der Zeiten wird Gott das Heil auch an Israel, am Judentum wahr machen. Für Mußner war damit zugleich die Herausstellung des Jude-Seins Jesu verbunden: Er ergänzte die Glaubensformel des Konzils von Chalcedon, die besagt, dass Jesus wahrer Gott und wahrer Mensch sei, dahingehend, dass Jesus wahrer jüdischer Mensch (vere homo iudaeus) sei, z. B. in seinem Artikel Was haben die Juden mit der christlichen ‚Ökumene‘ zu tun? (in: Una Sancta Bd. 50 (1995), S. 331 – 339). Immer wieder optierte Mußner dafür, das Bekenntnis zu Christus gegen antijüdische Verfälschungen abzuschirmen, Gottes Sprechen zu Israel nicht zu entwerten und großen theologischen Respekt für die jüdische Überlieferung zu zeigen. Die Unterschiedenheit der beiden Wege, des jüdischen und des christlichen, gilt es nach Mußner zu tolerieren und positiv zu würdigen: Das Nein Israels zum Glauben an Jesus Christus ist noch einmal umfangen von der stets größeren Gnade Gottes und Gottes geheimnisvollem Ratschluss.
Nicht nur in der Universität, auch in der Kirche war Mußner immer aktiv: Er wurde Mitglied des wissenschaftlichen Rates der Katholischen Akademie in Bayern, Berater der Ökumene-Kommission der Deutschen Bischofskonferenz, Konsultor des Vatikanischen Einheitssekretariats, Präses der Marianischen Bürgerkongregation. Ab dem 1. Januar 1978 war Franz Mußner Domkapitular seiner Heimatdiözese Passau. Bis 1987 war er theologischer Berater des Bischofs.

## Würdigungen
Zu seinem 65. Geburtstag 1981 erhielt Franz Mußner eine Festschrift unter dem Titel Kontinuität und Einheit (hrsg. von Paul-Gerhard Müller und Werner Stenger).
Eine weitere Festschrift anlässlich des 90. Geburtstags wurde Mußner von Michael Theobald und Rudolf Hoppe überreicht. Sie trägt den Titel „Für alle Zeiten zur Erinnerung. Beiträge zu einer biblischen Gedächtniskultur“ (2006). Auch Papst Benedikt XVI. würdigte Franz Mußner zu seinem 90. Geburtstag. In der Festschrift von 2006 dankte der Papst in seinem Grußwort für alles, was Mußner „in einem langen Leben als Priester und Gelehrter für Glaube und Kirche, für die Erkenntnis der Wahrheit getan“ habe. Mußner habe in weiten philosophischen Horizonten gedacht. Er habe ökumenische Leidenschaft entwickelt, vor allem aber immer nachdrücklicher das Problem der Beziehung zum Judentum in das Zentrum seines Ringens gerückt. Der Traktat über die Juden – ein zentrales Werk Mußners – bleibe ein „Markstein dieses Mühens“. Mußner sei es als Priester immer darum gegangen, nicht nur gelehrte Erkenntnis zu gewinnen, sondern das lebendige Wort Gottes auszulegen und anderen zugänglich zu machen. Schwierige Themen des biblischen Glaubens habe Mußner katechetisch erschlossen. Benedikt sprach von der Freundschaft und kollegialen Weggemeinschaft mit dem früheren Neutestamentler an der Universität Regensburg und dankt „ganz besonders für die langen Jahre der Freundschaft, die Du mir geschenkt hast“. Sie hätten ihn menschlich wie wissenschaftlich bereichert. Auch der damalige Präsident des Päpstlichen Rates zur Förderung der Einheit der Christen, Kardinal Walter Kasper, hat dem 90-Jährigen zum Geburtstag in einem Schreiben persönlich gratuliert.
Anlässlich seines 100. Geburtstages fand am 1. Februar 2016 ein Festakt an der Universität Regensburg statt. Universitätspräsident Udo Hebel würdigte Mußner als „Bahnbrecher der modernen Bibelwissenschaft, Brückenbauer für die jüdisch-christliche Verständigung und Wegbegleiter von Papst Benedikt“. Tobias Nicklas blickte auf das wissenschaftliche Werk Franz Mußners zurück und zeigte vor allem an seinen Kommentierungen des Jakobus- und des Galaterbriefes auf, wie Mußner den Weg zurück zum Judentum fand und herausarbeitete, wie sehr Jesus Teil seines Volkes Israel, des Judentums, war und ist. Den Festvortrag hielt Michael Theobald (Tübingen). Er bot eine neue Lektüre von Mußners Untersuchung Petrus und Paulus – Pole der Einheit (1976). Nach Mußner habe Petrus in der Kirchengeschichte institutionell, Paulus aber theologisch gesiegt. Darauf aufbauend wies Theobald aufschlussreiche Perspektiven für das heutige ökumenische Gespräch auf. Da Mußner aus gesundheitlichen Gründen nicht an der Feier teilnehmen konnte, besuchten ihn Nicklas, Theobald und eine Reihe weiterer Kollegen am Folgetag in Passau.

## Auszeichnungen
- 1976: Ernennung zum Päpstlichen Ehrenprälaten durch Papst Paul VI.
- 3. März 1985: Buber-Rosenzweig-Medaille
- 7. Mai 1996: Ehrendoktor der Katholisch-Theologischen Fakultät der Universität Passau
- 22. Juni 2000: Ökumenischer Preis der Katholischen Akademie in Bayern aus der Stiftung Wilhelm und Antonie Gierlichs am für Franz Mußners ökumenische Aktivitäten
- 2009: Ernennung zum  Apostolischen Protonotar durch Papst Benedikt XVI.

## Schriften (Auswahl)
- ZΩH. Die Anschauung vom „Leben“ im vierten Evangelium unter Berücksichtigung der Johannesbriefe (= Münchener theologische Studien. Bd. 1/5). München 1952 (Dissertation).
- Die Wunder Jesu. Eine Hinführung. Kösel, München 1967
- Christus, das All und die Kirche. Studien zur Theologie des Epheserbriefes (= Trierer theologische Studien. Bd. 5). Trier 1955 (Habilitationsschrift); 2. Auflage 1968.
- Was lehrt Jesus über das Ende der Welt? Eine Auslegung von Mk 13. Freiburg im Breisgau 1958; 2. Auflage 1964 (Übersetzung ins Englische und Japanische).
- Die Botschaft der Gleichnisse Jesu (= Schriften zur Katechetik. Bd. 1). München 1961; 2. Auflage 1964 (Übersetzung ins Englische, Spanische und Japanische).
- Der Jakobusbrief (= Herders theologischer Kommentar zum Neuen Testament. Bd. XIII/1). Freiburg im Breisgau 1964; 2. Auflage 1967; 3. Auflage 1975; 4. Auflage 1981; 5. Auflage 1987 (Übersetzung ins Italienische).
- Petrus und Paulus – Pole der Einheit. Eine Hilfe für die Kirchen (= Quaestiones disputatae. Bd. 76). Freiburg im Breisgau 1976.
- Die Auferstehung Jesu. Freiburg im Breisgau 1969.
- Der Galaterbrief (= Herders theologischer Kommentar zum Neuen Testament. Bd. IX). Freiburg im Breisgau 1974; 2. Auflage 1974; 3. Auflage 1977.
- Traktat über die Juden. München 1979 (Übersetzungen ins Französische, Italienische, Englische und Spanische). Überarbeitete Neuauflage mit einem Vorwort von Michael Theobald, Göttingen 2009.
- Dieses Geschlecht wird nicht vergehen. Judentum und Kirche. Freiburg im Breisgau 1991.
- Jesus von Nazareth im Umfeld Israels und der Urkirche. Gesammelte Aufsätze (= Wissenschaftliche Untersuchungen zum Neuen Testament. Bd. 111). Hrsg. von M. Theobald. Tübingen 1999.